# Kařezské rybníky
Kařezské rybníky jsou přírodní památka v okrese Rokycany rozkládající se v hořovické brázdě směrem na jih od obce Kařez a na západ od obce Kařízek podél železniční tratě Praha–Plzeň. Skládá se ze čtyř rybníků Dolejší Kařezský, Hořejší Kařezský, Bechyňský a Němec o celkové rozloze 65,04 ha. Součástí ochrany jsou i přilehlé mokřadní louky, které slouží jako hnízdiště ptactva či útočiště obojživelníků a plazů. Rybníky také slouží k chovu ryb, nejčastěji kaprů.
Jako přírodní památka byly rybníky vyhlášeny 1. dubna 1992.

## Historie
První zmínku o Kařízku, na jehož území se rozkládá většina rybníků, nemáme spolehlivě doloženou, ale pravděpodobné osídlení tu bylo během 10. století. První dohledatelné údaje spadají mezi roky 1281–1398. Zmínku o existenci rybníků, konkrétně Hořejšího a Dolejšího, jsme schopni datovat k roku 1640, kdy byla vypálena tvrz, stojící poblíž nich. Přítomnost všech rybníků je prokazatelná na císařských otiscích z roku 1839 a v mapách stabilního katastru z roku 1839, reambulovaných roku 1879. Další jsou například vojenská mapování z druhé poloviny 20. století z roku 1954 či 1961.

## Přírodní poměry

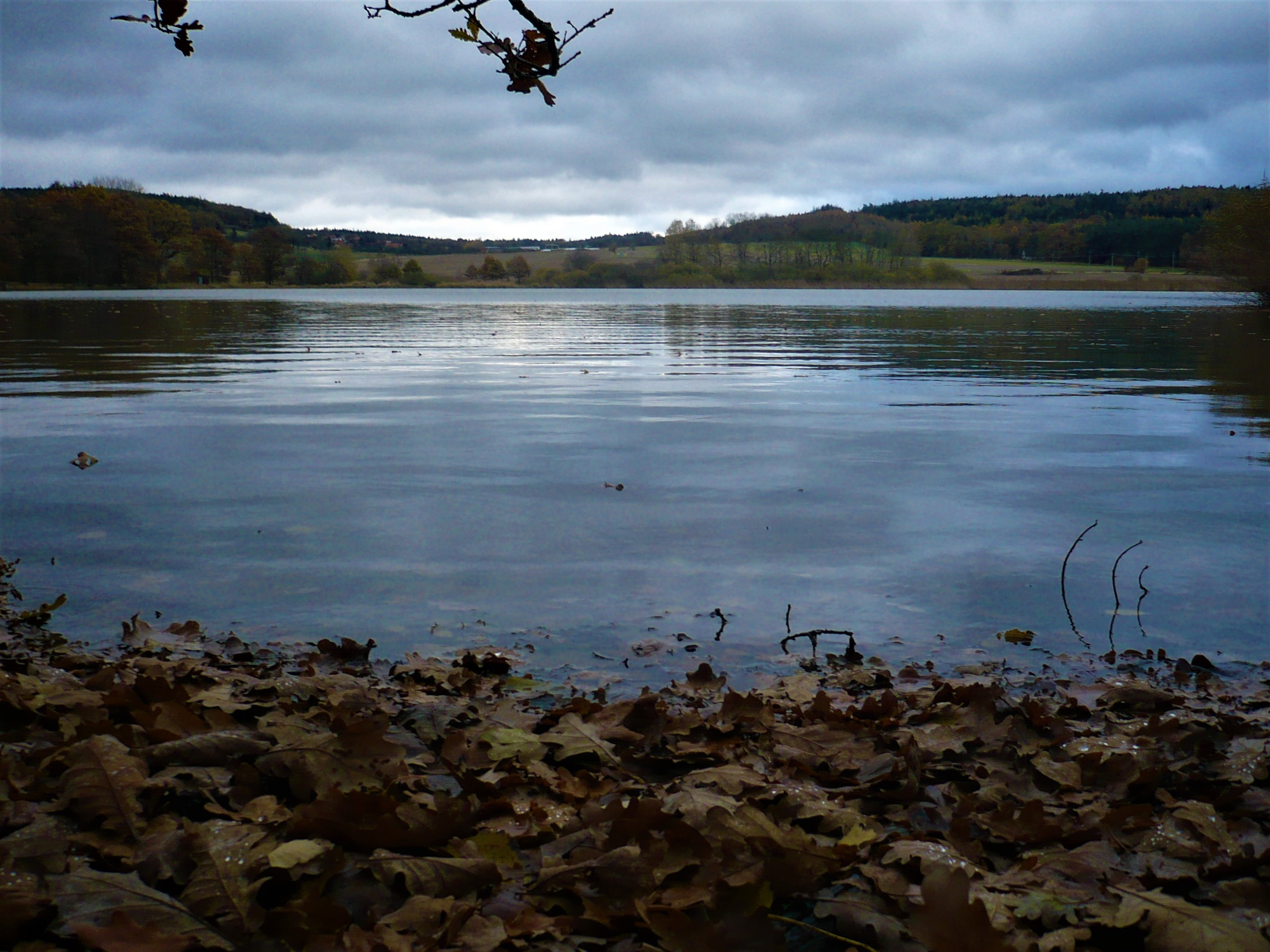
pohled na Hořejší Kařezský rybník

Nejseverněji je položený Dolejší kařezský rybník, který zároveň zaujímá největší rozlohu. Pod ním se nachází Hořejší Kařezský rybník, který je od Dolejšího v nejbližších kontaktních místech obou rybníků oddělen pouhou hrází. Dále na jih leží o polovinu menší Bechyňský rybník a rybník Němec, který je svou výměrou nejmenší. Horní a Dolejší Kařezský rybník napájí Zbirožský potok. Rybník Němec není napájen žádným potokem, nýbrž přepadovým systémem z něj teče voda do Bechyňského rybníka. Všechny rybníky jsou propojené kanály. Rybníky leží v nadmořské výšce 447–458 metrů.

### Geologie
Hořovická brázda tvoří dílčí jednotku Hořovické pahorkatiny, která je součástí Českého masivu, jenž je jeden ze dvou hlavních geologických útvarů tvořících území Česka. Jedná se o depresi tvořenou jílovitými sedimenty a pískovci spodního a středního ordoviku, které byly překryty říčními sedimenty během kvartéru. Výrazné je také zastoupení břidlic a glejových půd.

### Flora

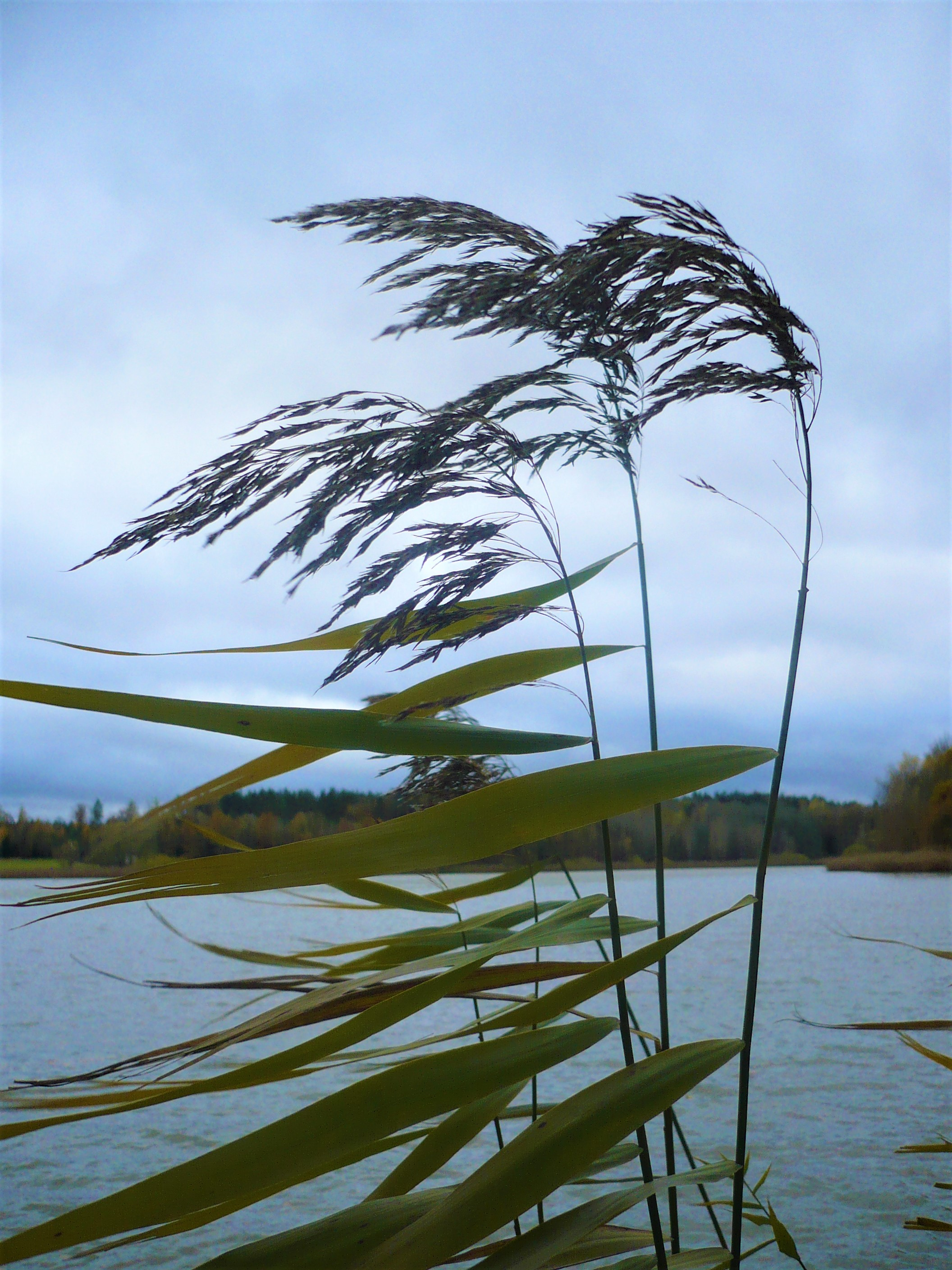
Kařezský rybník s detailem na zástupce čeledi lipnicovitých

Z rostlinných zástupců převažují vlhkomilné rostliny a travinné porosty. Luční a mokřadní společenstva tvoří především jednoděložné byliny z řádu Poales s největším zastoupením čeledí orobincovité (Typhaceae), šáchorovité (Cyperaceae) a lipnicovité (Poaceae). Nejčastějším je rod Ostřice (Carex), který tvoří porosty vysokých ostřic (např. Carex acuta, C. distichia) podél rybníků nebo květnaté luční biotopy (Carex hartmanii), ale jen ve velmi sporadickém zastoupení. Z rákosin rostoucích v nebo podél eutrofních vod pak rod orobinec (Typha), orobinec širokolistý (Typha latifolia) nebo orobinec úzkolistý (Typha angustifolia). Z čeledi lipnicovitých (Poaceae) pak např. kostřava luční (Festuca pratensis), kostřava červená (Festuca rubra), medyněk vlnatý (Holcus lanatus), tomka vonná (Anthoxantum odoratum). Mezi chráněné nebo ohrožené druhy, které se v oblasti vyskytují, řadíme ocún jesenní (Colchicum autumnale) nebo kosatec sibiřský (Iris sibirica).
Z vyšších dvouděložných rostlin rostoucích pouze v několika exemplářích řadíme ohroženou prvosenku jarní (Primula veris), či pozornost vyžadující rozrazil štítkovitý (Veronica scutellata). O něco častější je pak jitrocel kopinatý (Plantago lanceolata), pryskyřník prudký (Ranunculis acris) nebo třeba pcháč bahenní (Cirsium palustre).
Dřeviny rostoucí podél hrází rybníků tvoří mokřadní vrbiny s největším zastoupením vrba popelavá (Salix cinerea) nebo topol osika (Populus tremula). Jedná se o tzv. náletové dřeviny mezi které dále patří rody olše, bříza, nebo dub, které tvoří porosty nejen hrází, a i okolí rybníků společně s travnatou vegetací.

### Fauna

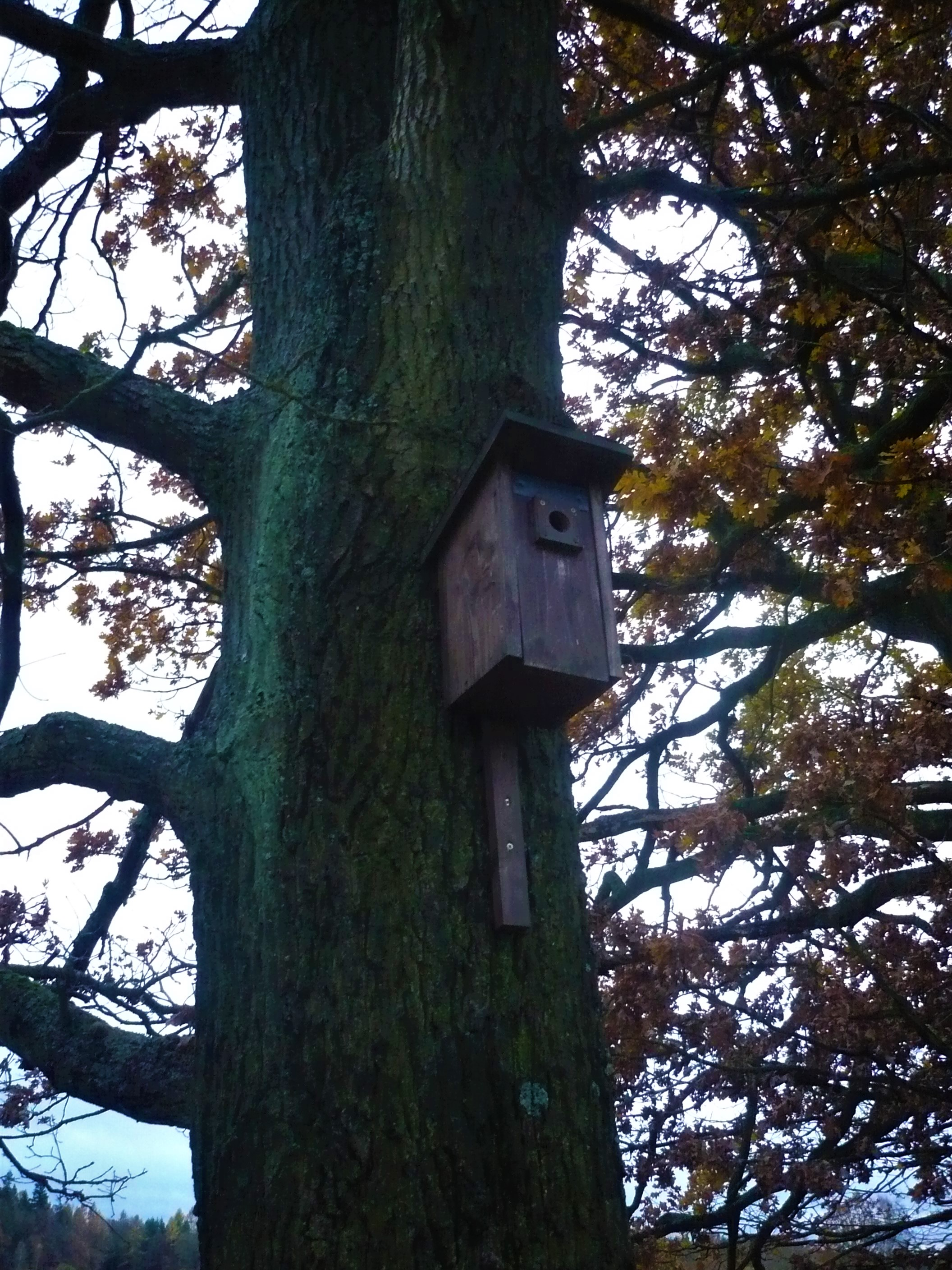
Ptačí budka poskytující útočiště drobnému ptactvu.

Kařezské rybníky slouží jako útočiště pro ptáky na tahu, z nichž některé jsou vzácné nebo ohrožené druhy. Pro mokřadní druhy nebo druhy vázané na vodu poskytují také zdroj potravy a možnost hnízdění. V posledních letech tu byl pozorován jeden pár čápa bílého (Ciconia ciconia) a to opakovaně, dále čáp černý (Ciconia nigra), občasně lze zahlédnout ledňáčka říčního (Alcedo atthis), motáka pochopa (Circus aeruginosus), v okolní krajině příležitostně hnízdí ťuhýk obecný (Lanius collurio) v počtu jeden až dva páry. Při tahu lze pozorovat několik druhů vodoušů. Vodouš bahenní (Tringa glareola) se v Česku vyskytuje pravidelně, k hnízdění využívá bahnité břehy. Z dalších druhů, které na území spíše zastavují při tahu jsou vodouš šedý (Tringa nebularia) a vodouš rudonohý (Tringa totanus) nebo pisík obecný (Actitis hypoleucos). Ten může na našem území včetně kařezských rybníků hnízdit, většinou jednotlivě v okraji rybníků a náplavách. Z nejčastěji pozorovaných ptáků je pravidelně hnízdící strnad rákosní (Emberiza schoeniclus). Okolí rybníků je přizpůsobeno pro ptactvo velkým množstvím ptačích budek jak na stromech, tak v příbřežních oblastech. Hustý, neupravovaný travní porost skýtá příležitost k hnízdění či úkrytu. Jako zimoviště může příležitostně využívat rybníky ohrožený morčák velký (Mergus merganser) nebo naopak běžná volavka popelavá (Ardea cinerea).
Z dalších živočichů, obývajících oblast rybníků a přilehlých luk, je možné pozorovat ještěrku živorodou (Zootoca vivipara), nejčastěji v oblasti hrází a okraji luk. Dále užovku obojkovou (Natrix natrix) nebo ropuchu obecnou (Bufo bufo), která je zde v hojném počtu, především v příbřežních zónách. V období rozmnožování se zde shromažďuje ve velkých počtech.

## Hospodaření

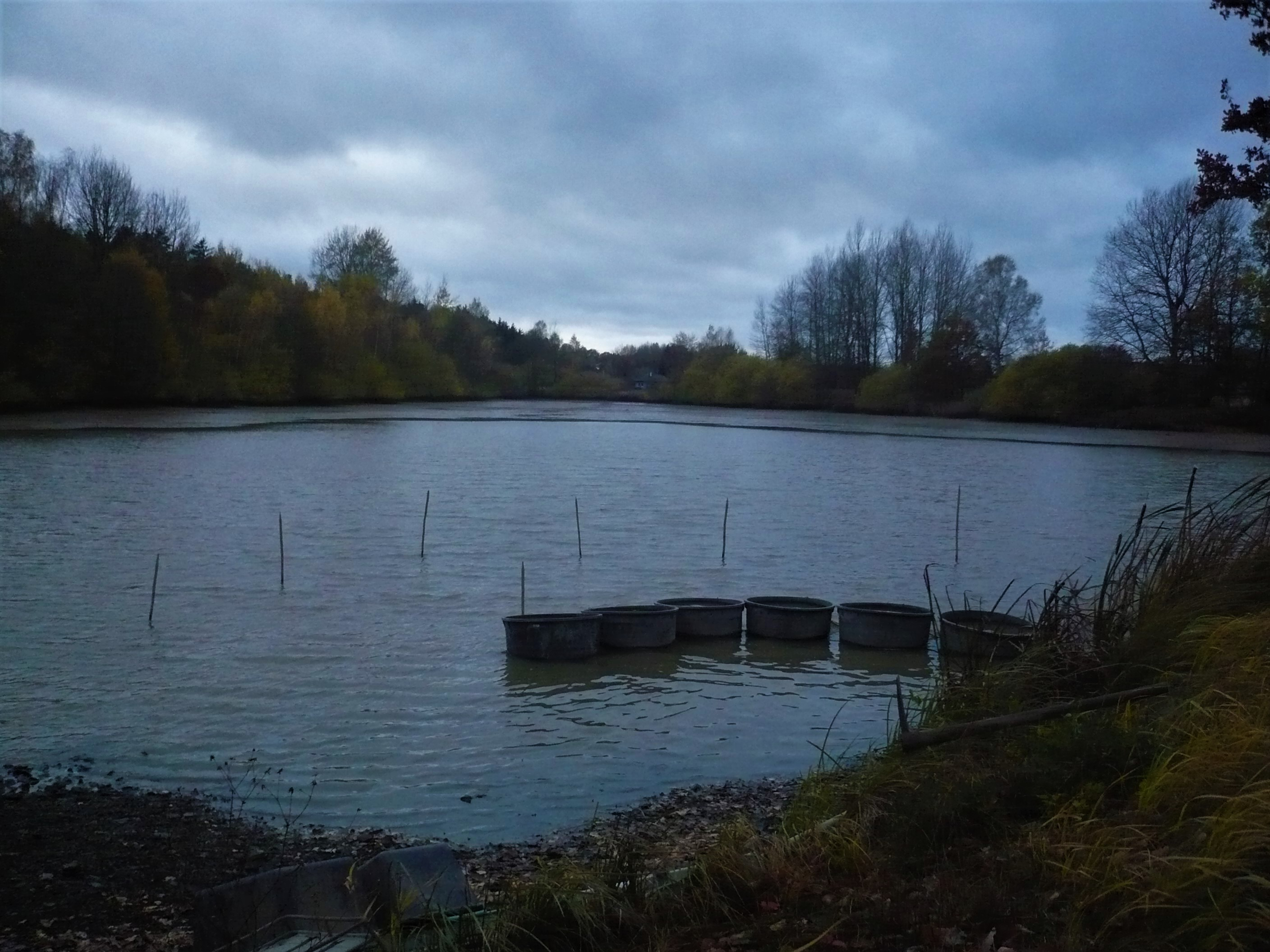
Výlov rybníka Němec

Území přírodní památky bylo s vysokou pravděpodobností obhospodařováno až do padesátých let 20. století. Jednalo se především o ruční kosení přilehlých luk. Tento způsob vyhovoval sukcesním a vlhkomilným druhům rostlin a udržoval jejich druhovou pestrost. V druhé polovině 20. století s nástupem hnojiv a chemických postřiků došlo k velkému úbytku druhové diverzity rostlin, což snížilo přítomnost hmyzu a tím i přísun potravy pro ptactvo a ostatní hmyzožravé živočichy. Naopak se zvýšilo množství chovaných ryb ve všech čtyřech rybnících, které jsou vykrmovány a hnojeny. Současně s tím probíhá i údržba hrází a výlovy rybníků.[nenalezeno v uvedeném zdroji]
Louky jsou ponechávány ladem a uplatňují se zde vedle bylin i keře a dřeviny. Taktéž vodní plochy s eutrofními vodami s přilehlými rákosinami, křovinami a mokřadní vegetací jsou atraktivní pro drobné savce a táhnoucí či hnízdící ptactvo. Velkým přínosem je obnova kosení, což vede ke zvýšení druhové pestrosti. O rybníky se stará rybniční správa Zbiroh.

## Ochrana přírody
Pro roky 2019–2034 byl schválen plán péče. Shrnuje oblast jako takovou a navrhuje doporučení pro úpravu terénu, která se především týká zachování mokřadní vegetace s prostoupením náletových dřevin nebo prostoupení liniovou zelení. Jako další je žádoucí nechávat padlé stromy, polomy a obecně tlející dřevní hmotu na místě, kvůli zvýšení druhové diverzity parazitů a hmyzu, především jako zdroje potravy pro tažné nebo hnízdící ptáky. Ochrana je tedy zaměřena především na uchování mokřadních biotopů a s nimi spojenou vegetací. Dále se týká ohrožených a vzácných druhů rostlin, čímž činí lokalitu významnou nejen z ornitologického ale i botanického hlediska.

## Turistika
Do oblasti Kařezských rybníků částečně zasahuje červeně značená turistická stezka, která vede podél Bechyňského a Hořejšího rybníka. K dispozici je taktéž informační cedule.
Dolejší Kařezský rybník, protíná železniční trať č. 170 Praha-Plzeň. Obě poloviny jsou spojeny průplavem.